# Лъчеперести риби
Лъчеперестите риби (Haemulidae) са семейство актиноптери от разред Lutjaniformes.
Таксонът е описан за пръв път от Тиъдър Гил през 1885 година.

## Родове
Подсемейство Haemulinae
- Anisotremus
- Boridia
- Brachydeuterus
- Conodon
- Emmelichthyops
- Haemulon
- Haemulopsis
- Inermia
- Isacia
- Microlepidotus
- Orthopristis
- Parakuhlia
- Pomadasys
- Xenichthys
- Xenistius
- Xenocys

Подсемейство Plectorhynchinae
- Diagramma
- Genyatremus
- Parapristipoma
- Plectorhinchus